# Lough Ree SPA
Lough Ree SPA este o arie protejată (arie de protecție specială avifaunistică — SPA) din Irlanda întinsă pe o suprafață de 12.347,98 ha, integral pe uscat.

## Localizare
Centrul sitului Lough Ree SPA este situat la coordonatele 53°32′35″N 7°58′07″W / 53.543047°N 7.968483°V.

## Înființare
Situl Lough Ree SPA a fost declarat arie de protecție specială avifaunistică în noiembrie 1995 pentru a proteja 19 specii de animale.

## Biodiversitate
Situată în ecoregiunea atlantică, aria protejată nu include niciun habitat protejat.
La baza desemnării sitului se află mai multe specii protejate de  păsări (19): rață sulițar (Anas acuta), rață lingurar (Anas clypeata), rață pitică (Anas crecca), rață fluierătoare (Anas penelope), rață mare (Anas platyrhynchos), Anser albifrons flavirostris, rață-cu-cap-castaniu (Aythya ferina), rața moțată (Aythya fuligula), Bucephala clangula, lebădă de iarnă (Cygnus cygnus), lișiță (Fulica atra), pescăruș râzător (Larus ridibundus), rață neagră (Melanitta nigra), culic mare (Numenius arquata), cormoran mare (Phalacrocorax carbo), ploier auriu (Pluvialis apricaria), corcodel mare (Podiceps cristatus), chiră de baltă (Sterna hirundo), nagâț (Vanellus vanellus).
Pe lângă speciile protejate, pe teritoriul sitului au mai fost identificate 1 specie de plante, 2 specii de păsări, 1 specie de pești.